# Dociostaurus dantini
Dociostaurus dantini är en insektsart som beskrevs av Bolívar, I. 1914. Dociostaurus dantini ingår i släktet Dociostaurus och familjen gräshoppor. Inga underarter finns listade i Catalogue of Life.